# Kuusamon Pallo-Karhut 2017-2018 (pallavolo femminile)
Questa voce raccoglie le informazioni riguardanti il Kuusamon Pallo-Karhut nelle competizioni ufficiali della stagione 2017-2018.

## Organigramma societario
Area direttiva
- Presidente: Harri Määttä

Area tecnica
- Allenatore: Tuomas Alatalo
- Allenatore in seconda: Ismo Paananen

## Rosa
| N° | Nome                | Ruolo | Data di nascita   | Nazionalità sportiva |
| -- | ------------------- | ----- | ----------------- | -------------------- |
| 1  | Iida Paananen       | P     | 19 marzo 1994     | Finlandia            |
| 2  | Venla Huurne        | P     | 13 maggio 1997    | Finlandia            |
| 3  | Olena Prokopenko    | S     | 3 gennaio 1991    | Ucraina              |
| 4  | Nea Haatainen       | C     | 26 settembre 2000 | Finlandia            |
| 5  | Lotta Piesanen      | S     | 7 dicembre 1997   | Finlandia            |
| 6  | Iina Niemelä        | L     | 26 marzo 1999     | Finlandia            |
| 7  | Essi Helminen       | S     | 18 agosto 1994    | Finlandia            |
| 8  | Veera Hämäläinen    | S     | 21 gennaio 1998   | Finlandia            |
| 9  | Viktoryia Artsemava | C     | 21 agosto 1990    | Bielorussia          |
| 10 | Anni Karjalainen    | C     | 20 gennaio 2000   | Finlandia            |
| 11 | Siiri Vehmanen      | C     | 11 giugno 1998    | Finlandia            |
| 12 | Petra Tauriainen    | L     | 22 dicembre 2001  | Finlandia            |
| 13 | Amanda Sifferlen    | S     | 17 marzo 1995     | Stati Uniti          |
| 15 | Malina Terrell      | S/O   | 12 marzo 1992     | Stati Uniti          |
| 16 | Mara Green          | C     | 19 aprile 1994    | Stati Uniti          |

## Statistiche

### Statistiche dei giocatori
| Giocatrice     | L. Mestaruusliiga | L. Mestaruusliiga | L. Mestaruusliiga | L. Mestaruusliiga | L. Mestaruusliiga | Coppa di Finlandia | Coppa di Finlandia | Coppa di Finlandia | Coppa di Finlandia | Coppa di Finlandia | Challenge Cup | Challenge Cup | Challenge Cup | Challenge Cup | Challenge Cup | Totale | Totale | Totale | Totale | Totale |
| Giocatrice     | P                 | PT                | AV                | MV                | BV                | P                  | PT                 | AV                 | MV                 | BV                 | P             | PT            | AV            | MV            | BV            | P      | PT     | AV     | MV     | BV     |
| -------------- | ----------------- | ----------------- | ----------------- | ----------------- | ----------------- | ------------------ | ------------------ | ------------------ | ------------------ | ------------------ | ------------- | ------------- | ------------- | ------------- | ------------- | ------ | ------ | ------ | ------ | ------ |
| V. Artsemava   | 1                 | 13                | 7                 | 6                 | 0                 | -                  | -                  | -                  | -                  | -                  | -             | -             | -             | -             | -             | 1      | 13     | 7      | 6      | 0      |
| M. Green       | 27                | 289               | 220               | 52                | 16                | 4                  | 35                 | 23                 | 8                  | 4                  | 2             | 19            | 12            | 2             | 5             | 33     | 343    | 255    | 62     | 25     |
| N. Haatainen   | 24                | 93                | 45                | 28                | 20                | 3                  | 7                  | 4                  | 1                  | 2                  | 2             | 2             | 1             | 1             | 0             | 29     | 102    | 50     | 30     | 22     |
| V. Hämäläinen  | 24                | 10                | 6                 | 2                 | 2                 | 4                  | 0                  | 0                  | 0                  | 0                  | 2             | 0             | 0             | 0             | 0             | 30     | 10     | 6      | 2      | 2      |
| E. Helminen    | 28                | 409               | 342               | 31                | 36                | 4                  | 61                 | 49                 | 5                  | 7                  | 2             | 27            | 23            | 2             | 2             | 34     | 497    | 414    | 38     | 45     |
| V. Huurne      | 27                | 13                | 4                 | 0                 | 9                 | 4                  | 4                  | 3                  | 0                  | 1                  | 2             | 1             | 0             | 0             | 1             | 33     | 18     | 7      | 0      | 11     |
| A. Karjalainen | 2                 | 0                 | 0                 | 0                 | 0                 | 1                  | 0                  | 0                  | 0                  | 0                  | 0             | 0             | 0             | 0             | 0             | 3      | 0      | 0      | 0      | 0      |
| I. Niemelä     | 26                | 0                 | 0                 | 0                 | 0                 | 3                  | 0                  | 0                  | 0                  | 0                  | 2             | 0             | 0             | 0             | 0             | 31     | 0      | 0      | 0      | 0      |
| I. Paananen    | 28                | 82                | 39                | 11                | 32                | 3                  | 6                  | 4                  | 2                  | 0                  | 2             | 3             | 2             | 0             | 1             | 33     | 91     | 45     | 13     | 32     |
| L. Piesanen    | 12                | 11                | 5                 | 0                 | 6                 | -                  | -                  | -                  | -                  | -                  | 0             | 0             | 0             | 0             | 0             | 12     | 11     | 5      | 0      | 6      |
| O. Prokopenko  | 27                | 420               | 377               | 22                | 21                | 4                  | 49                 | 43                 | 3                  | 0                  | 2             | 30            | 29            | 1             | 0             | 33     | 499    | 449    | 26     | 21     |
| A. Sifferlen   | 12                | 16                | 13                | 1                 | 2                 | 2                  | 0                  | 0                  | 0                  | 0                  | -             | -             | -             | -             | -             | 14     | 16     | 13     | 1      | 2      |
| P. Tauriainen  | 6                 | 0                 | 0                 | 0                 | 0                 | 2                  | 2                  | 0                  | 0                  | 2                  | 2             | 4             | 0             | 0             | 4             | 10     | 6      | 0      | 0      | 6      |
| M. Terrell     | 28                | 425               | 340               | 19                | 66                | 4                  | 64                 | 54                 | 1                  | 9                  | 2             | 24            | 23            | 0             | 1             | 34     | 513    | 417    | 20     | 76     |
| S. Vehmanen    | 15                | 29                | 6                 | 18                | 5                 | 3                  | 5                  | 1                  | 4                  | 0                  | 2             | 3             | 1             | 1             | 1             | 20     | 37     | 8      | 23     | 6      |

P = presenze; PT = punti totali; AV = attacchi vincenti; MV = muri vincenti; BV = battute vincenti